# إيرنيستو بايز
إيرنيستو بايز (بالإسبانية: Ernesto Báez) هو محامي كولومبي، ولد في 9 مايو 1955 في أغواداس في كولومبيا.